# Гімн Лубен
Гімн Лубен — офіційний гімн міста Лубни. Слова О. Хало, музика І. Любича.

## Текст гімну
Славтесь, Лубни величаві,

Горда красуня Сула.

Рідному місту навіки

Наша хвала.

Прославляймо Лубен,

звитягу трудову,

Малинове знамено,

козацьку булаву,

Місто сонця і весни – 

Вічно юні Лубни.

З верхнього Валу – донині

Вірна і доблесна путь,

Хай над Лубнами зоріє

Світлість майбуть.